# Cratere Lindblad
Lindblad è un cratere lunare di 59,37 km situato nella parte nord-orientale della faccia nascosta della Luna.